# Loup de Chalon-sur-Saône
Pour les articles homonymes, voir Saint Loup et Saint-Loup.
Saint Loup ou Saint Leu est un évêque de Chalon-sur-Saône, né à Boyer à la fin du VIe siècle et mort dans les années 610.

## Biographie
Son père est un riche seigneur qui possède les terres de Boyer ainsi que d'autres dans les environs.
Il est évêque de Chalon-sur-Saône de 601 à 602. Très charitable, il fit don de ses terres à l’église cathédrale Saint-Vincent et le chapitre des villages d’Alleriot, de Damerey et de Montagny (dans le canton de Saint-Martin-en-Bresse). Il rendait également visite aux prisonniers et demandait leur grâce auprès des juges. Attaché à l'éducation des ecclésiastiques, il établit une école pour leur enseigner la Sainte écriture. 
En juin 601 il reçut, comme plusieurs évêques de Gaule, une lettre du pape Grégoire le Grand à propos des moines qu’il envoyait en Angleterre auprès d'Augustin de Cantorbéry. 
Il fut canonisé par le pape Jean VIII en 877, et repose dans la cathédrale Saint-Vincent de Chalon-sur-Saône.

## Miracles
On lui attribue les miracles suivants:
- Avoir fait jaillir l'eau, en période de sècheresse, en plantant son bâton dans la terre à l'emplacement de l'actuelle source saint-Loup de Boyer. La source étant par la suite considérée comme miraculeuse pour guérir fièvre et douleurs[1].
- Lors d'un incendie à Chalon-sur-Saône, il se précipite sur les flammes et le feu s'éteint[1].
- Dans son cercueil, il fit ouvrir miraculeusement les portes d’une prison quand il passa devant[2].

## Reliques et hommages

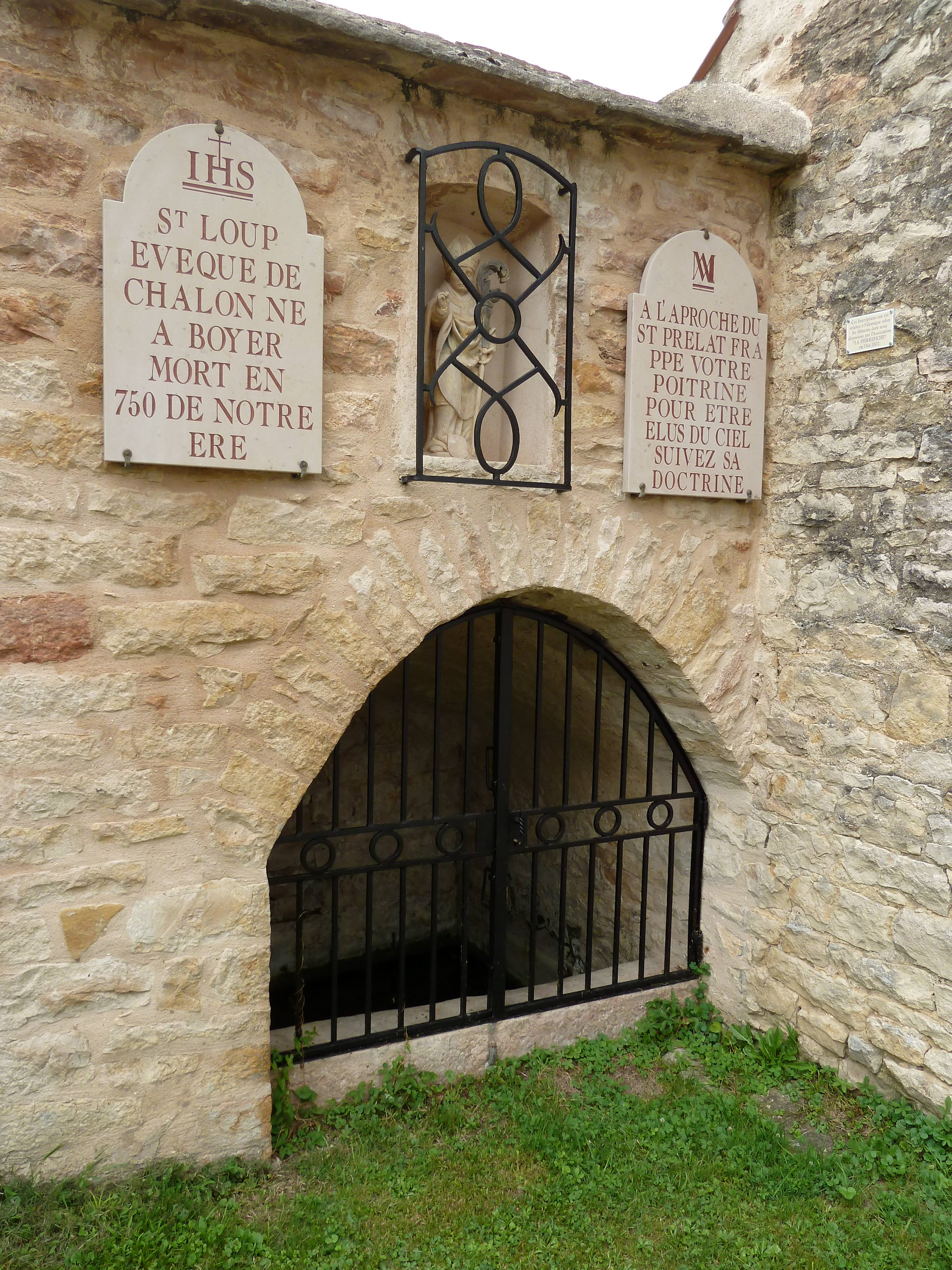
Vue d'ensemble de la fontaine Saint-Loup de Boyer.

La commune de Saint-Loup-de-Varennes a été ainsi nommée en son hommage, l'église lui est dédiée, et abrite des reliques et un tableau ou il éteint un incendie à Chalon-sur-Saône.
Il est le saint patron de l'église de Boyer, où une relique (fragment d'humérus) est conservée.
Il est fêté le 27 janvier, le jour de sa mort. Un pèlerinage avait autrefois lieu à la fontaine Saint-Loup de Boyer en cette date.
Au musée Denon de Chalon-sur-Saône est conservée une crosse d'évêque du VIIe siècle, mêlant ivoire et bronze, que la tradition attribue à saint Loup (classée MH en 1898).